# ماريو موراليس
ماريو موراليس مواليد 13 نوفمبر 1957، هو لاعب كرة سلة بورتوريكي سابق بدأ مسيرته الاحترافية في سنة 1975. مثّل منتخب بلاده. شارك في دورة الألعاب الأولمبية الصيفية سنة 1988. حقق المركز الثاني في دورة الألعاب الأمريكية 1979. اعتزل اللعب في 1998.

## سجل المنافسة
شارك في المنافسات التالية:
- الألعاب الأولمبية الصيفية 1988
- الألعاب الأولمبية الصيفية 1992

## الميداليات
| الميدالية | المسابقة                    |
| --------- | --------------------------- |
| فضية      | دورة الألعاب الأمريكية 1979 |

## روابط خارجية
- ماريو موراليس على موقع الاتحاد الدولي لكرة السلة (الإنجليزية)
- ماريو موراليس على موقع ريلجم (الإنجليزية)
- ماريو موراليس على موقع بروبوليرز (الإنجليزية)
- ماريو موراليس على موقع سبورتس رفرنس (الإنجليزية)
- ماريو موراليس على موقع اللجنة الأولمبية الدولية (الإنجليزية)
- ماريو موراليس على موقع أوليمبيديا (الإنجليزية)